# 冯锡良
冯锡良（1920年—2006年2月15日），男，江苏无锡人，中华人民共和国新闻工作者。

## 生平
1943年，毕业于上海圣约翰大学新闻系毕业，任上海圣约翰青年中学、圣玛利亚女校教员。1946年赴美国留学，入密苏里大学攻读新闻学，获硕士学位，随后在哥伦比亚大学新闻研究所工作，兼在《丹莫恩纪事报》任职。1950年归国，在国际新闻局编辑英文《参考消息》。1952年后历任外文出版社特稿组长、《人民中国》杂志英文版主编、《北京周报》英文版主编、总编。1979年，筹备《中国日报》英文版，1981年任常务副总编辑，1984年起任总编辑。